# Β-羥醯基輔酶A
Β-羥醯基輔酶A(英文：β-hydroxyacyl-CoA)為脂肪β-氧化的中間產物。
烯醇基-輔酶A經過水合作用（hydration）後的產物，由烯醇-輔酶A水合酶（enoyl-CoA hydratase）所催化。